# Simulium proctorae
Simulium proctorae es una especie de insecto del género Simulium, familia Simuliidae, orden Diptera.
Fue descrita científicamente por Craig, 1997.